# Robert Richardson (kameraman)
Robert Richardson, celým jménem Robert Bridges Richardson (* 27. srpna 1955, Hyannis, Massachusetts, USA) je americký filmový kameraman, který třikrát obdržel Cenu Akademie, známou pod označením Oscar, a který je členem profesionálního sdružení s názvem Americká společnost kameramanů (ASC).

## Biografie
Robert Richardson se narodil ve městě Hyannis, který leží na poloostrově Cape Cod ve státě Massachusetts. Svá studentská léta začal na University of Vermont, kde studoval oceánografii, ale po dvou letech studia zanechal. Následně přišla studia na Rhode Island School of Design a American Film Institute (AFI).
Cesta do Hollywoodu se mu však jako kameramanovi neotevřela, a tak se po studiích sedm let živil natáčením dokumentárních filmů pro různé televizní společnosti, jako například BBC, PBS nebo Disney Channel. Do kontaktu s velkými filmovými projekty se dostával pouze jako kamerový operátor nebo druhý kameraman. Velký zlom v jeho kariéře nastal v roce 1985 po dokončení dokumentu s názvem Frontline: Crossfire in El Salvador, který divákům přiblížil občanskou válku v Salvadoru. Tato práce ho totiž dovedla k hollywoodskému režisérovi Oliveru Stoneovi. Ten v té době připravoval snímek Salvador. Tento moment byl pro Roberta Richardsona zcela zásadní. Následná spolupráce s Oliverem Stonem měla mnohem delší trvání než pouze film Salvador. Od roku 1986 do roku 1997 spolupracoval Robert Richardson jako hlavní kameraman na všech filmových dílech Olivera Stonea. Za všechny lze uvést například filmy Četa, Wall Street, Narozen 4. července, JFK, Takoví normální zabijáci či Nixon. Za film Četa byl Robert Richardson v roce 1987 nominován na Cenu Akademie. Další nominace na tuto prestižní cenu přišla v roce 1990 po dokončení filmu Narozen 4. července. Další nominace, která přišla již za dva roky a to za film JFK, se již proměnila ve vítězství a Robert Richardson se tak mohl radovat ze své první zlaté sošky Oscara.
V srpnu roku 1992 dostal Richardson pozvánku do Americké společnosti kameramanů, kterou přijal. Od té doby se ve filmových titulcích za jeho jménem začalo objevovat označení A.S.C., jako znamení, že je členem.
V roce 1995 se zrodila spolupráce mezi Richardsonem a režisérem Martinem Scorsesem. První snímek, na kterém spolupracovali, je mafiánský opus Casino v hlavní roli s Robertem De Nirem. I Martin Scorsese využil Richardsona jako kameramana ve více projektech. V roce 1999 pracovali na snímku z prostředí newyorské záchranné služby s názvem Počítání mrtvých. Rok 2005 přinesl jejich spolupráci na životopisném filmu Letec. V následujících letech se Richardson jako kameraman podepsal ještě pod další snímky Martina Scorseseho. Jmenovitě to byl Prokletý ostrov a Hugo a jeho velký objev. Pro Richardsona byla tato spolupráce ještě úspěšnější než ta předchozí s Oliverem Stonem. Získal totiž za svou práci s kamerou na filmech Letec a Hugo a jeho velký objev další dva Oskary. Tím se zařadil mezi několik málo kameramanů, kteří toto ocenění získali za svou kariéru nejméně třikrát. Dnes už jsou na světě pouze dva žijící kameramani, kteří mají tři Ceny Akademie. První je Ital Vittorio Storato a tím druhým právě Robert Richardson.
Další významný americký režisér, který vložil do rukou Richardsona kameru pro své projekty, je Quentin Tarantino. Mezi jejich společné snímky patří oba díly filmu Kill Bill, Hanebný pancharti, Nespoutaný Django a Osm hrozných. Richardson za svou kariéru spolupracoval i s jinými režiséry a celkem má na svém kontě osm nominací na Oskara, ze kterých proměnil ve vítězství již tři zmiňované. V roce 2013 se Richardson podílel na apokalyptickém filmu s Bradem Pittem v hlavní roli s názvem Světová válka Z. V roce 2015 poté spolupracoval s Quentinem Tarantinem na filmu Osm hrozných, tento film byl nominována na Oscara v kategorii nejlepší kamera.
V roce 2011 se Robert Richardson oženil se Stephanie Martin a vychovávají spolu 4 Richardsonovy dcery.

## Filmografie
- 1986 Salvador
- 1986 Četa
- 1987 Wall Street
- 1987 Dudes
- 1988 Noční talk show
- 1989 Narozen 4. července
- 1991 JFK
- 1991 Město naděje
- 1991 The Doors
- 1992 Pár správných chlapů
- 1993 Nebe a země
- 1994 Takoví normální zabijáci
- 1995 Casino
- 1995 Nixon
- 1997 U-Turn
- 1997 Vrtěti psem
- 1998 Zaříkávač koní
- 1999 Počítání mrtvých
- 1999 Sníh padá na cedry
- 2001 Hire: Powder Keg, The
- 2002 Čtyři pírka: Zkouška cti
- 2003 Kill Bill
- 2004 Kill Bill 2
- 2004 Letec
- 2006 Kauza CIA
- 2008 Rolling Stones (koncert)
- 2008 Standard Operating Procedure (dokument)
- 2009 Hanebný pancharti
- 2010 Jíst, meditovat, milovat
- 2010 Prokletý ostrov
- 2011 George Harrison: Living in the Material World
- 2011 Hugo a jeho velký objev
- 2012 Nespoutaný Django
- 2013 Světová válka Z
- 2015 Osm hrozných